# Radio Bemba
Pour les articles homonymes, voir Radio Bemba (expression espagnole) et Bemba.
Gambeat Radio Bemba Sound System, anciennement Radio Bemba Sound System et Radio Bemba, est un groupe musical français aux multiples influences, mené depuis la fin des années 2010 par Gambeat.

## Histoire
Radio Bemba est formé vers 1994 lorsque la Mano Negra n'était plus au complet et ne représentait plus vraiment le groupe puisque la quasi-totalité des membres l'avaient quitté après la très éprouvante traversée de la Colombie en train. Ramón Chao, le père de Manu Chao, a raconté ce périple dans son livre Un train de glace et de feu. Par la suite, Radio Bemba accompagne Manu Chao dans ses tournés pendant les années 2000. « Radio Bemba » était le nom donné par les révolutionnaires cubains au système du « bouche à oreille » (ou « téléphone arabe »).
Il est composé, entre autres, de Gambeat à la basse, Madjid Fahem à la guitare et David Bourguignon à la batterie. Les autres musiciens qui ont fait partie du groupe sont : B-Roy à l'accordéon, Julio Garcia Lobos au clavier, Gianny Salazar au trombone, Ibrahim Rouabah aux percussions, Roy Paci à la trompette, Gerard Casajús (alias Chalart58) aux percussions, ainsi que le chanteur Bidji (alias Lyricson). À partir de la tournée 2005, Philippe Teboul (alias Garbancito, ex-membre de la Mano Negra) rejoint la formation aux percussions. En 2006 est notamment présent David Baluteau (alias Damny) (clavier), membre du groupe français de rock La Phaze. Une partie des membres du groupe correspondent à la nouvelle scène musicale barcelonaise propre à le rock alternatif latino.
Ce groupe ne se forme que lors des tournées de Manu Chao, les musiciens peuvent donc poursuivre leurs propres projets musicaux en dehors. Il joue une variété de genres musicaux incluant rock, punk rock, ska, reggae, dub, ragga, folk, et ballades sud-américaines.
En 2002, un album homonyme est publié par Manu Chao, dédié à ce groupe. Pour Mowno, « la réputation scénique du Radio Bemba Sound System n’a pas mis de temps à parcourir de nombreux pays et cet album prouve tout simplement les raisons de ces critiques positives. »
À la fin des années 2010, le groupe se rebaptise Gambeat Radio Beat Bemba Sound System, désormais mené par Gambeat, et continue ses concerts.

## Membres

### Tournée 2001
- Manu Chao - chant, guitare
- Gambeat - basse, beatboxing
- David Bourguignon - batterie
- B-Roy - accordéon
- Madjid Fahem - guitare
- Julio Garcia Lobos - clavier
- Gianny Salazar - trombone (décédé en 2018)
- Roy Paci - trompette
- Gerard Casajús Guaita - percussions
- Bidji (Lyricson) - chœurs

### 2008–2009
- Manu Chao - chant, guitare
- Gambeat - basse, beatboxing
- David Bourguignon - batterie
- Madjid Fahem - guitare
- Philippe Teboul (Garbancito) - percussions
- Julio Garcia Lobos - clavier
- Angelo Mancini - trompette

## Discographie
- 2002 : Radio Bemba Sound System
- 2009 : Baionarena